# Leptapoderus affinis
Leptapoderus affinis es una especie de coleóptero de la familia Attelabidae.

## Distribución geográfica
Habita en la China.